# Xylocis tortilicornis
Xylocis tortilicornis är en skalbaggsart som beskrevs av Pierre Lesne 1901. Xylocis tortilicornis ingår i släktet Xylocis och familjen kapuschongbaggar. Inga underarter finns listade i Catalogue of Life.

## Bildgalleri

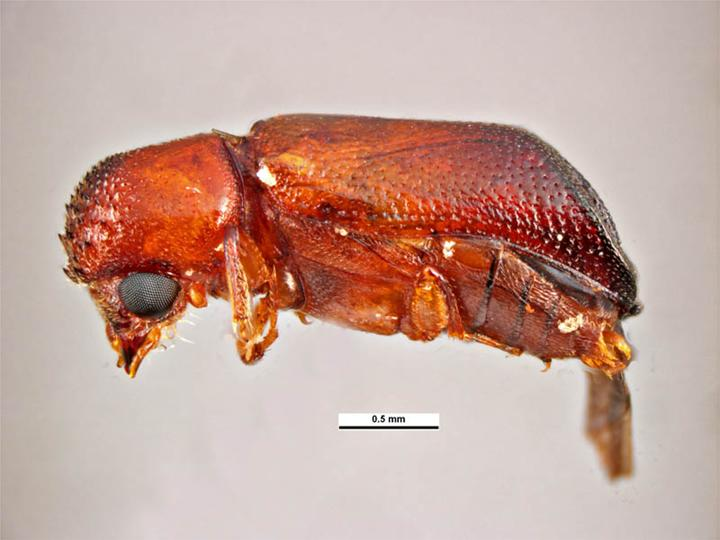